# Eric Dolphy
Eric Dolphy (Los Angeles, 1928. június 20. – Nyugat-Berlin, 1964. június 29.), amerikai altszaxofonos, basszusklarinétos, fuvolás.

## Pályafutása
Los Angelesben a City College-ban, majd a Susan Miller Dorsey High Schoolban tanult. Az 1940-es évek végén Roy Porter nagyzenekarában volt. Klarinétozott, oboán és alt szaxofonon játszott. néhány évet az amerikai hadsereg zenekarában dolgozott, majd az amerikai haditengerészet zeneiskolába került. Aztán visszatért Los Angelesbe. Országosan akkor ismerték meg, amikor a Chico Hamilton kvintettel turnézott és lemezei is készültek.
1960-tól New Yorkban élt. A legismertebb előadók közé került, Charles Mingus, Booker Little, John Coltrane társaságában zenélt.
Dolphy hatása nagyrészt abból fakadt, hogy nemcsak ragyogóan játszott az altszaxofonon, hanem a fuvolán is (ami az akkori a dzsesszben ritka volt), basszusklarinéton pedig elsőként ő improvizált. Ritmikai megoldásait Charlie Parkeréhez hasonlítják.
Cukorbetegségének szövődményei következtében halt meg.

## Albumok

### Szólóalbumok
- Outward Bound (New Jazz, 1960)
- Caribé (New Jazz, 1961)
- Out There (New Jazz, 1961)
- At the Five Spot, Vol. 1 (New Jazz, 1961)
- Far Cry (New Jazz, 1962)
- Conversations (FM, 1963)
- At the Five Spot, Vol. 2 (Prestige, 1963)

### Posztumusz albumok
- 1959: Hot & Cool Latin (Blue Moon)
- 1960: Candid Dolphy (Candid)
- 1960: Dash One (Prestige, 1982)
- 1960: Fire Waltz (Prestige, 1978)
- 1960: Other Aspects (Blue Note)
- 1961: Here and There (Prestige)
- 1961: Berlin Concerts (enja) (live)
- 1961: The Complete Uppsala Concert (Jazz Door)
- 1961: Eric Dolphy in Europe, Vol. 1
- 1961: Eric Dolphy in Europe, Vol. 2 (Prestige)
- 1961: Eric Dolphy in Europe, Vol. 3 (Prestige)
- 1961: Stockholm Sessions (Enja)
- 1961: Memorial Album: Recorded Live At the Five Spot (Prestige)
- 1962: Vintage Dolphy (GM Recordings/enja)
- 1962: Eric Dolphy Quintet featuring Herbie Hancock: Complete Recordings also released as Live In New York (Stash)
- 1963: Iron Man (Douglas International)
- 1963: The Illinois Concert (Blue Note)
- 1964: Out to Lunch! (Blue Note)
- 1964: Last Date (Fontana/Limelight)
- 1964: Naima (Jazzway/West Wind)
- 1964: Unrealized Tapes (West Wind)